# Pumpspeicherkraftwerk Ranna
Das Pumpspeicherkraftwerk Ranna ist ein Pumpspeicherkraftwerk am Fluss Ranna in Oberösterreich und liegt direkt an der Donau. Es nutzt den aufgestauten Fluss Ranna, der unweit des Kraftwerks in die Donau mündet. Mit der Inbetriebnahme im Jahr 1925 ist es eines der ältesten Kraftwerke im Mühlviertel.
Als Pumpspeicherkraftwerk ist es in der Lage, in Schwachlastzeiten Wasser aus der Donau in den höher gelegenen Rannatalspeicher zu pumpen, welches bei Bedarf zu Spitzenlastzeiten wieder in umgekehrter Richtung die Turbinen antreibt, und somit elektrische Energie erzeugt.

## Geschichte
In den Jahren 1923 bis 1925 errichtete die Firma Stern & Hafferl ein Kraftwerk mit einfachem Stauwehr zur Fassung der Ranna. Die Gesamt-Engpassleistung betrug damals 5,8 MW.
Von 1947 bis 1954 erfolgte ein umfangreicher Ausbau durch die Oberösterreichische Kraftwerke AG (heute Energie AG Oberösterreich). Dabei wurde die Rannatalsperre errichtet und das bestehende Kraftwerk zu einem Pumpspeicherkraftwerk ausgebaut. Die Kraftwerksleistung wurde hierbei fast verdreifacht.
Am 1. Februar 1962 kam es oberhalb des Kraftwerks zu einem Bruch des Wasserstollens, dabei stürzten etwa 10000 m³ Wasser den Hang herab. Die Folge waren Vermurungen sowie Schäden an einem benachbarten landwirtschaftlichen Betrieb. Da der Druckstollen wieder instand gesetzt werden musste, kam es zu einem längeren Ausfall der Stromerzeugung. Am Kraftwerksgebäude selbst entstand nur geringer Sachschaden.
Der Stausee musste Ende August 2004 wegen notwendiger Wartungsarbeiten an den technischen Einrichtungen der Talsperre vollständig entleert werden. Dabei erfolgte eine planmäßige vorübergehende Umsiedlung des Fischbestandes. Im Rahmen der Revision wurde im Grundablass eine neue Verschlussklappe eingebaut sowie die Staumauer und der Wasserstollen überprüft.
Das Kraftwerk diente bis Anfang 2012 als eine von vier regionalen Leitstellen, von der aus auch das Kraftwerk Partenstein gesteuert wurde.
Heute wird das Kraftwerk Ranna, wie alle Wasserkraftwerke der Energie AG, von der „Leitstelle Wasserkraft“ in Gmunden aus gesteuert.

## Rannatalsperre

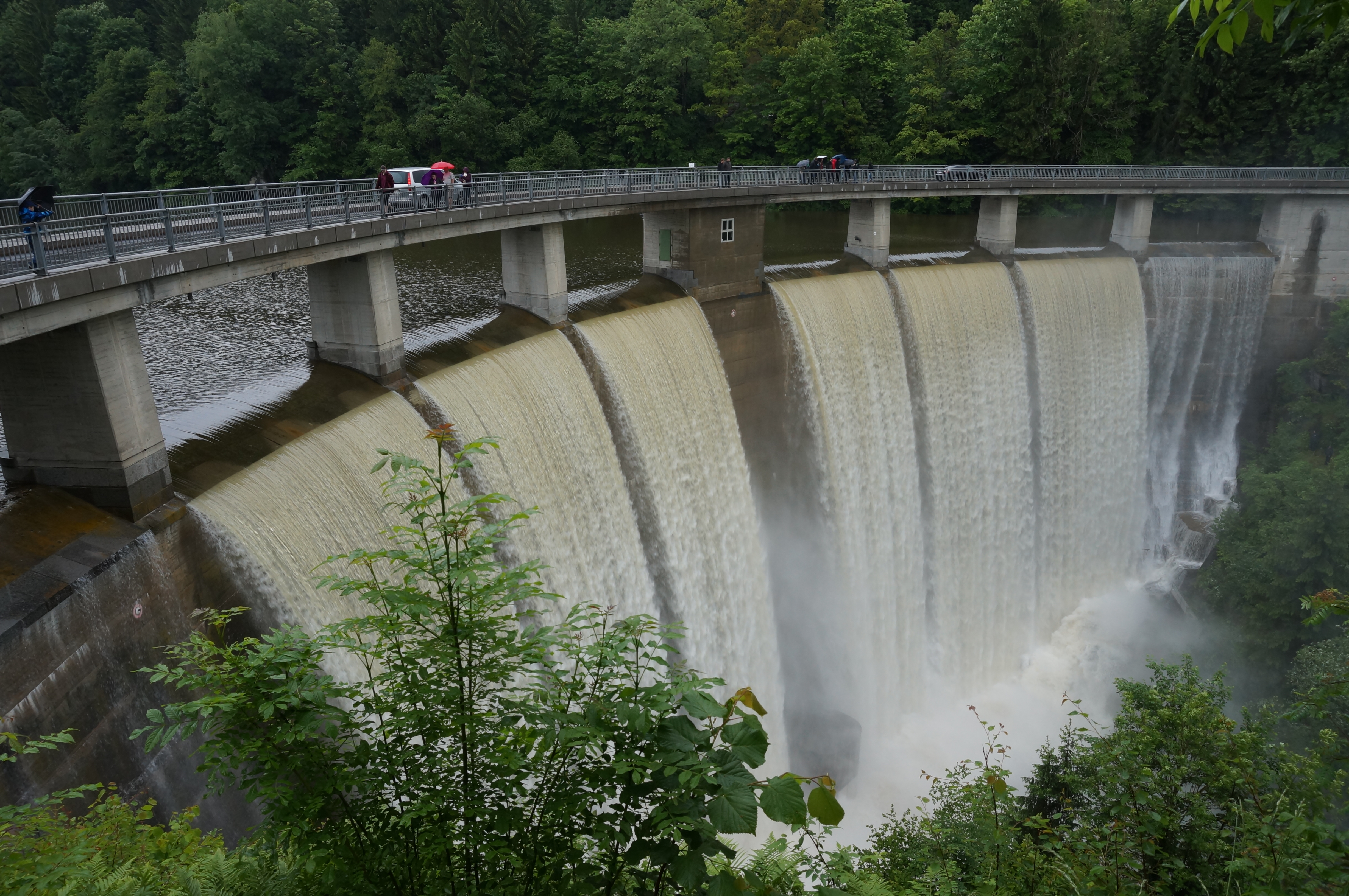
Die Rannatalsperre bei Hochwasser

Die Rannatalsperre wurde beim Kraftwerksausbau im eng eingeschnittenen Tal der Ranna errichtet, um das Pumpwasser aus der Donau fassen zu können.
Es handelt sich um eine Bogengewichtsmauer mit 45 m Höhe und 125 m Kronenlänge, die auch als einspurige Brücke für den Straßenverkehr zwischen den Gemeinden Neustift und Pfarrkirchen dient.
Die Mauerkrone weist acht Felder zur Hochwasserentlastung in das Altbett der Ranna auf. An der tiefsten Stelle der Staumauer gibt es einen Grundablass.
Der langgezogene Rannastausee erstreckt sich südlich des Ortes Oberkappel über eine Länge von etwa 3,5 km und hat ein Speichervolumen von 2,35 Millionen m³.
Der Höllbach, ein linksufriger Nebenbach der Ranna, wird über eine Hangleitung ebenfalls in den Stausee zurückgeleitet. Diese ist etwa 1 km lang und mündet an der Ostseite der Staumauer in den See. Aufgrund des Pumpspeicherbetriebs schwankt der Wasserspiegel um bis zu 20 m.
Bei Anglern ist der Rannastausee wegen seiner Vielfalt von über 30 Fischarten bekannt. Durch den Pumpspeicherbetrieb gelangen auch Donaufische in den Stausee. Das Fischwasser ist zwischen der Energie AG am linken Ufer und dem Gasthof Süss am rechten Ufer aufgeteilt.
Mehrere Wanderwege führen um den See, durch das Naturschutzgebiet Rannatal unterhalb der Staumauer, als auch an der Höllbachleitung entlang.
Der Konzingersteg ermöglicht zusätzlich auf etwa halber Länge die Überquerung des Stausees.

## Wasserstollen und Druckrohrleitungen
Vom Einlassbauwerk am Westufer des Stausees, wo dem Wassereinlass noch ein Feinrechen samt Reinigungsanlage, sowie eine Absperrklappe vorgelagert ist, führt ein 3,6 km langer unterirdischer Druckstollen mit 2,0 m Durchmesser bis zum Wasserschloss oberhalb des Kraftwerks.
Von dort aus führen zwei parallel verlegte Stahl-Druckrohrleitungen über den Hang des Donautals zum Kraftwerksgebäude hinunter.
Die erste Leitung mit 1,2 m Durchmesser und 381 m Länge ist genietet und stammt noch aus dem Jahr 1925. Sie führt das Betriebswasser zu den beiden älteren Turbinen.
Die zweite Leitung mit 1,6 m Durchmesser und 409 m Länge ist geschweißt und wurde beim Kraftwerksausbau in Betrieb genommen. Sie führt das Betriebswasser zur dritten Turbine bzw. das Pumpwasser von der Speicherpumpe in Richtung Stausee.

## Kraftwerksgebäude und Maschinensätze
Das Kraftwerksgebäude liegt an der Donau im Ortsteil Kramesau, 2,5 km oberhalb der Rannamündung in die Donau.
- Maschinensatz I und II: Die beiden älteren Zwillings-Francis-Spiralturbinen zu je 3950 kW treiben jeweils einen Drehstrom-Synchrongenerator an. Sie stammen noch aus 1925.
- Maschinensatz III: Eine Francis-Spiralturbine mit 13174 kW Leistung und einem Drehstrom-Synchrongenerator. Beim Pumpbetrieb treibt dieser Generator als Motor die nebenstehende Speicherpumpe an, welche so 6000 l Wasser pro Sekunde über 190 m Höhe zurück hinauf in den Stausee pumpt.
- Maschinensatz IV: Eine Kaplan-Turbine mit 900 kW Leistung und einem Drehstrom-Synchrongenerator dient als Nachschaltanlage und nutzt die Restfallhöhe zur Donau aus.
- Kühlwasser Aggregat: Eine Pelton-Turbine mit 20 kW Leistung und einem Drehstrom-Asynchrongenerator.

Darüber hinaus ist in einem separaten Gebäude unmittelbar an der Donau die Zubringerpumpe installiert, die das Donauwasser zur Speicherpumpe fördert.

## Umspannwerk und Netzanbindung
Das Umspannwerk des Kraftwerks ist ein wichtiger Knotenpunkt der Stromversorgung. Neben dem 110-kV-Hochspannungsnetz ist das Kraftwerk auch an das regionale 30-kV-Mittelspannungsnetz angebunden.
Östlich des Kraftwerksgebäudes befindet sich die Freiluftschaltanlage. Von hier aus führen drei 110-kV-Leitungen zum Kraftwerk Partenstein, zum Umspannwerk in Rohrbach, sowie zum Umspannwerk und Kraftwerk Jochenstein.